# Linguística cartesiana
O termo linguística cartesiana foi cunhado com a publicação de Cartesian Linguistics: A Chapter in the History of Rationalist Thought (1966), livro do linguista Noam Chomsky. A palavra "cartesiano" faz referência ao pensamento de René Descartes, proeminente filósofo do século XVII. No entanto, em vez de se limitar às obras de Descartes, Chomsky pesquisa outros autores interessados ??no pensamento racionalista. Ainda, em particular, Chomsky discute a Gramática de Port-Royal (1660), obra que prenuncia algumas de suas próprias ideias sobre gramática universal (GU).
Chomsky traça o desenvolvimento da teoria linguística de Descartes a Wilhelm von Humboldt, ou seja, do período iluminista até o Romantismo. A doutrina central da linguística cartesiana afirma que as características gerais da estrutura gramatical são comuns a todas as línguas e refletem certas propriedades fundamentais da mente. O livro foi escrito com o objetivo de aprofundar "nossa compreensão da natureza da linguagem e dos processos e estruturas mentais que fundamentam seu uso e aquisição". Chomsky desejava refletir sobre essas estruturas subjacentes da linguagem humana e, posteriormente, se é possível inferir a natureza de algum organismo a partir de seu comportamento linguístico.
O livro de Chomsky recebeu muitas críticas negativas. Essas avaliações argumentaram que a "linguística cartesiana" falha tanto como concepção metodológica quanto como fenômeno histórico.